# ناسور قصبي جنبي
الناسور القصبي الجنبي هو اتصال غير طبيعي بين التجويف الجنبي والرئة، وقد ينشأ نتيجة لعدة أسباب، منها استئصال الرئة، أو استئصال جزء منها، أو بسبب الإصابات الرضحية، أو بعض أنواع العدوى. كما يمكن أن يحدث عند اتصال المجاري الهوائية الكبيرة مع التجويف الجنبي الجنبي بعد استرواح الصدر الكبير أو أي فقدان للضغط السلبي في الغشاء البلوري، خاصة أثناء استخدام التنفس الاصطناعي بالضغط الإيجابي.
من الناحية التشخيصية، يُشتبه في وجود الناسور القصبي الجنبي بشكل غير مباشر من خلال الأشعة السينية، حيث يشير ازدياد تجمع الهواء في منطقة استئصال الرئة أو ظهور غاز جديد داخل الانصباب الجنبي المحجوز إلى احتمالية الإصابة بهذه الحالة.
تشمل الأسباب المعدية التي قد تؤدي إلى حدوث الناسور القصبي الجنبي: السل الرئوي، شعية إسرائيلية، نوكاردية، وبرعمية ملهبة الجلد. كما قد تنجم هذه الحالة عن الأورام الخبيثة أو الإصابات الرضحية، مما يؤدي إلى حدوث هذا الاتصال غير الطبيعي بين الشعب الهوائية والتجويف الجنبي.